# Булевар звезда (филм)
Булевар звезда (енгл. Mulholland Drive) амерички је нео-ноар психолошки трилер из 2001. године сценаристе и редитеља Дејвида Линча са Џастином Теруом, Наоми Вотс и Лором Харинг у главним улогама. Филм је наишао на изузетно добар пријем код критичара. Линч је на филмском фестивалу у Кану 2001. године проглашен најбољим редитељем, а био је номинован и за Оскара у категорији најбољег редитеља. „Булевар звезда“ лансирао је каријере глумица Наоми Вотс и Лоре Харинг, а био је последњи филм холивудске ветеранке Ен Милер. Међу филмским критичарима и филмофилима превладава мишљење да се ради о Линчовом најбољем филму (уз Главу за брисање из 1977. и Плави сомот из 1986), а многи критичари су га издвојили као један од филмова који представља јединствену перспективу 2000-их година.

## Радња
Тамнокоса непозната девојка (Лора Харинг) вози се у лимузини дуж Малхоланд Драјва (названог по Вилијаму Малхоланду), у којем су смештене многе холивудске личности − Џон Траволта, Марлон Брандо. Девојка постаје будна када возач (Скот Волф) изненада стане. Она разуме да планирају да је убију. Спремна да умре, она је једина преживела у ужасном судару лимузине са једним од два аутомобила за уличне трке. Доживевши дубок шок и изгубивши памћење, одлази у град (Лос Анђелес), где тајно улази у празан стан старије црвенокосе жене (Маја Бонд) која негде одлази на дуже време. У истом стану, нешто касније, испоставља се Бети (Наоми Вотс), млада девојка, нећака црвенокосе жене, која је дошла у Холивуд из малог канадског градића Чок Ривер да постане глумица. Тамо затиче збуњеног, тамнокосог странца који се не сећа њеног имена. Девојка која болује од амнезије узима име Рита након што је случајно видела постер чувеног филма „Гилда” са гламурозном Ритом Хејворт у насловној улози. Искрено саосећајући са својим случајним познаником, Бети покушава да јој помогне да се сети ко је и шта јој се догодило. У Ритиној торби девојке проналазе велику количину новца и мистериозни плави кључ. Жена куца на врата. Она упозорава да је неко у невољи. Консијерж објашњава да је ово комшиница, а она није она сама.
Човек у Winkies (Патрик Фишлер) прича свом сапутнику (Мајкл Кук) о страшној ноћној мори у којој види страшног човека иза ресторана. Излазећи да види да ли је заиста ту, суочава се лицем у лице са оним страшним човеком (Бони Аронс) из свог сна, због чега се онесвести. У наставку приче, незгодни убица (Марк Пелегрино) краде књигу пуну телефонских бројева, убијајући њеног власника и још двоје људи у том процесу. Холивудски редитељ Адам Кашер (Џастин Теру) спрема се да режира нови филм, али мистериозни мафијаши захтевају да за главну улогу у њему буде изабрана извесна Камила Роудс (Мелиса Џорџ). Када одбије и врати се кући, затиче своју жену (Лори Хоринг) са љубавником (Били Реј Сајрус) који га избацује из сопственог дома. Боравећи у хотелу, сазнаје да му је банка поништила рачун и да је сада у стечају. Он пристаје на састанак са мистериозним човеком по имену Каубој (Монти Монтгомери), који га убеђује да изабере Камил Роудс зарад сопственог благостања.
Бети и Рита покушавају да сазнају више о несрећи. Рита се сећа имена „Дајана Салвин“ након што је видела име „Дајан“ на значки конобарице која их је послужила у Winkies (Миси Крајдер). Зову Дајану Салвин, проналазећи њен број у телефонском именику, али се нико не јавља, али Ритин глас на телефонској секретарици јасно даје до знања да она није Дајана, али јој је Дајанин глас познат. Бети иде на глумачку аудицију, где је направила прскање. Одведена је на сет The Sylvia North Story, у режији Адама Кешера. Адам и Бети размењују недвосмислене погледе.
Бети и Рита одлазе код Дајане Салвин и, када нико не отвара врата, ушуњају се у њен стан. У спаваћој соби откривају тело жене (Лизи Пауел) која је убијена пре неколико дана. Уплашени се враћају кући, где Рита мења свој изглед носећи белу перику. Исте вечери, девојке, схвативши да их привлаче једна другој, воде љубав и буде се у два ујутру, након што Рита изненада почне да наговара Бети да оде са њом у чудно позориште по имену Silencio. Човек на сцени позоришта (Ричард Грин) покушава да објасни на неколико језика да је све што се дешава само илузија; као потврду овога, на сцену излази жена (Кори Глејзер), почиње да пева, па се онесвести, иако певање не престаје. Бети проналази мистериозну плаву кутију у својој торбици, која би требало да одговара Ритином плавом кључу. По повратку кући, Рита вади плави кључ из своје ташне и открива да је Бети нестала. Рита отвара кутију и такође нестаје, кутија удари на под.
Чувши звук кутије која пада, старија црвенокоса жена улази у собу, али тамо ништа не налази. Каубој се појављује на вратима спаваће собе Дајане Салвин говорећи: „Време је да се пробудиш, душо.“ Дајана устаје из кревета. Изгледа баш као Бети, само што је усамљена и депресивна глумица која је заљубљена у Камил Роудс (сада тачна копија Рите), која ју је мучила и одбацивала. На Камилин позив, Дајана иде на журку у кућу Адама Кашера. Она се вози лимузином низ Малхоланд Драјв и узбуни се када се возач изненада заустави испред њене куће. Среће је Камила и иде пречицом до забаве. Адам, успешан филмски редитељ, такође је заљубљен у Камил. Током вечере, Дајана открива да је дошла у Холивуд из Онтарија, у Канади, након што јој је тетка умрла, и да је упознала Камилу на екрану за филм The Sylvia North Story. Друга девојка (на почетку филма по имену Камил Роудс) љуби Камил, након чега се окрећу и смешкају Дајани. Адам и Камил се спремају да објаве важну објаву о свом венчању, али не могу, јер се непрестано смеју и љубе, док се Дајана бори да задржи јецаје док посматра Камил.
Дајана упознаје убицу код Винкија, где му даје слику Камиле и велику суму новца, коју послужује конобарица са именом „Бети“ на њеној значки. Убица (који је убио троје људи на почетку филма) јој каже да ће, када све буде готово, пронаћи плави кључ на договореном месту. Дајана пита убицу од чега је кључ, а он се само насмеје у одговору. Дајана подиже поглед и види човека који пати од ноћне море како стоји иза пулта.
Комшија каже Дајани да су истражитељи били заинтересовани за њу. У свом стану, Дајана гледа у плави кључ који је добила од убице и ишчекује све већи страх од остварења савршеног дела, спремна да је потпуно обузме. Када чује куцање на вратима, ужасну се: вриснувши, утрча у спаваћу собу и убије се из револвера.

## Улоге
| Глумац             | Улога                     |
| ------------------ | ------------------------- |
| Наоми Вотс         | Бети Елмс / Дајана Селвин |
| Лора Харинг        | Рита / Камила Робертс     |
| Џастин Теру        | Адам Кешер                |
| Ен Милер           | Коко                      |
| Марк Пелегрино     | Џо                        |
| Роберт Форстер     | детектив Макнајт          |
| Брент Бриско       | детектив Домгард          |
| Ден Хедаја         | Винченцо Кастиљане        |
| Анџело Бадаламенти | Луиђи Кастиљане           |
| Патрик Фишлер      | Ден                       |